# Acadèmia Lubrański

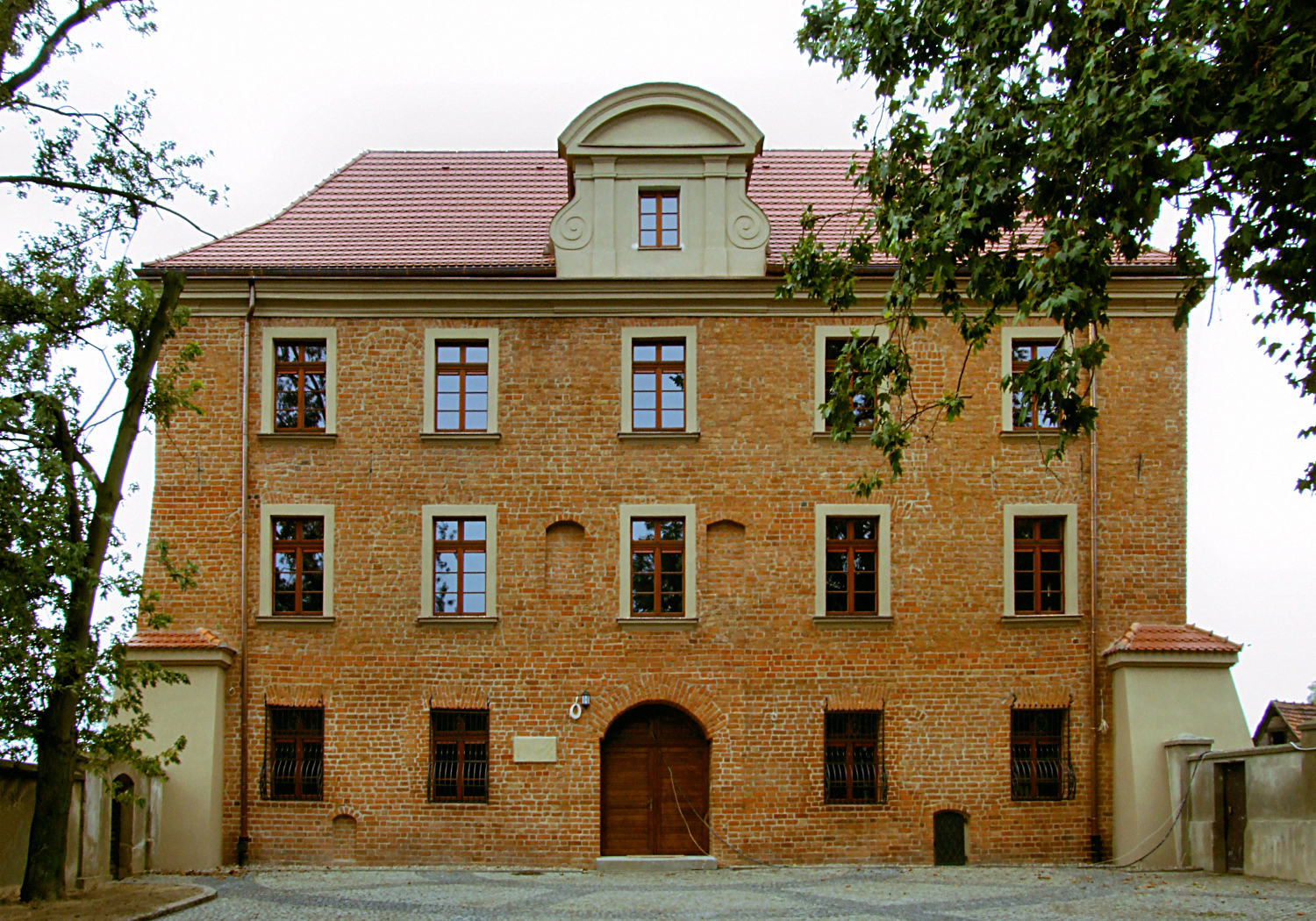
Lubrański Acadèmia

L'Acadèmia Lubrański (Akademia Lubrańskiego, en polonès; Collegium Lubranscianum en llatí, va ser un estudi universitari, que establí el 1518 a Poznań el bisbe Jan Lubrański. Va ser el primer estudi de Poznan amb aspiracions d'universitat (de fet no era una universitat completa). El primer rector de l'Acadèmia, va ser l'humanista Tomás Bederman Poznan. Altres prominent professors van ser Greg Szamotuly i Jan de Stobnica. L'Acadèmia Lubrański intentà independitzar-se de l'Acadèmia de Cracòvia, però finalment va esdevenir una facultat de l'Acadèmia de Cracòvia. Abans d'això l'Acadèmia Lubrański estava formada per sis escoles: filosofia, lògica, matemàtiques, idiomes (llatí, grec), dret i retòrica.
L'edifici principal de l'Acadèmia va ser remodelat en els segles XVII i xviii. El 1795 l'Acadèmia es va fusionar amb el Collegium Posnaniae dels Jesuïtes. Avui l'edifici de l'Acadèmia Lubrański alberga els fitxers de l'Arxidiòcesi de Poznań.

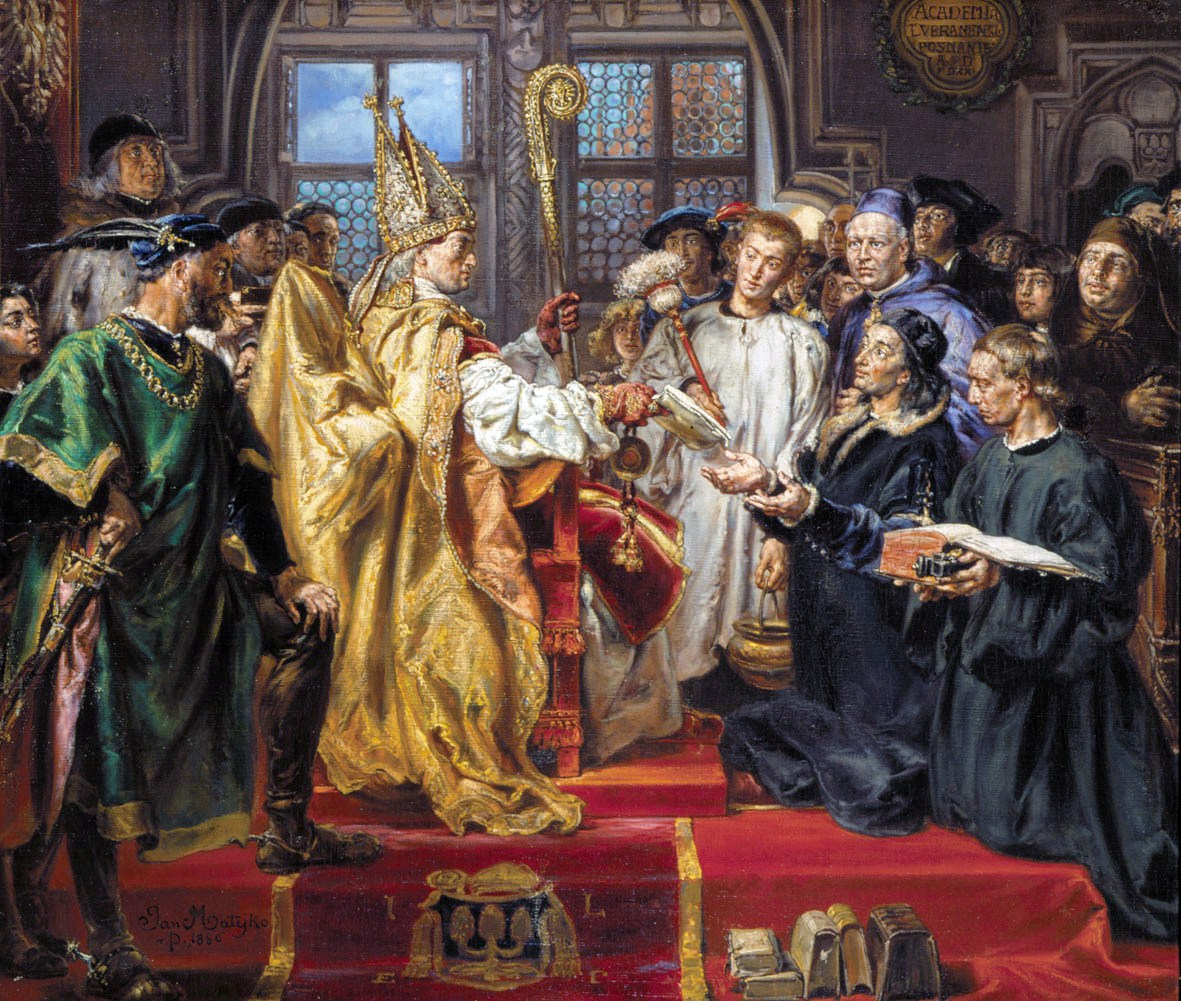
Fundador de l'Acadèmia de Poznan Lubrański a Matejko